# Teava
Teava é a maior vila da ilha de Niutao em Tuvalu. Segundo o censo de 2002, tem uma população estimada de 439 habitantes.